# 城外圣雅纳略圣殿

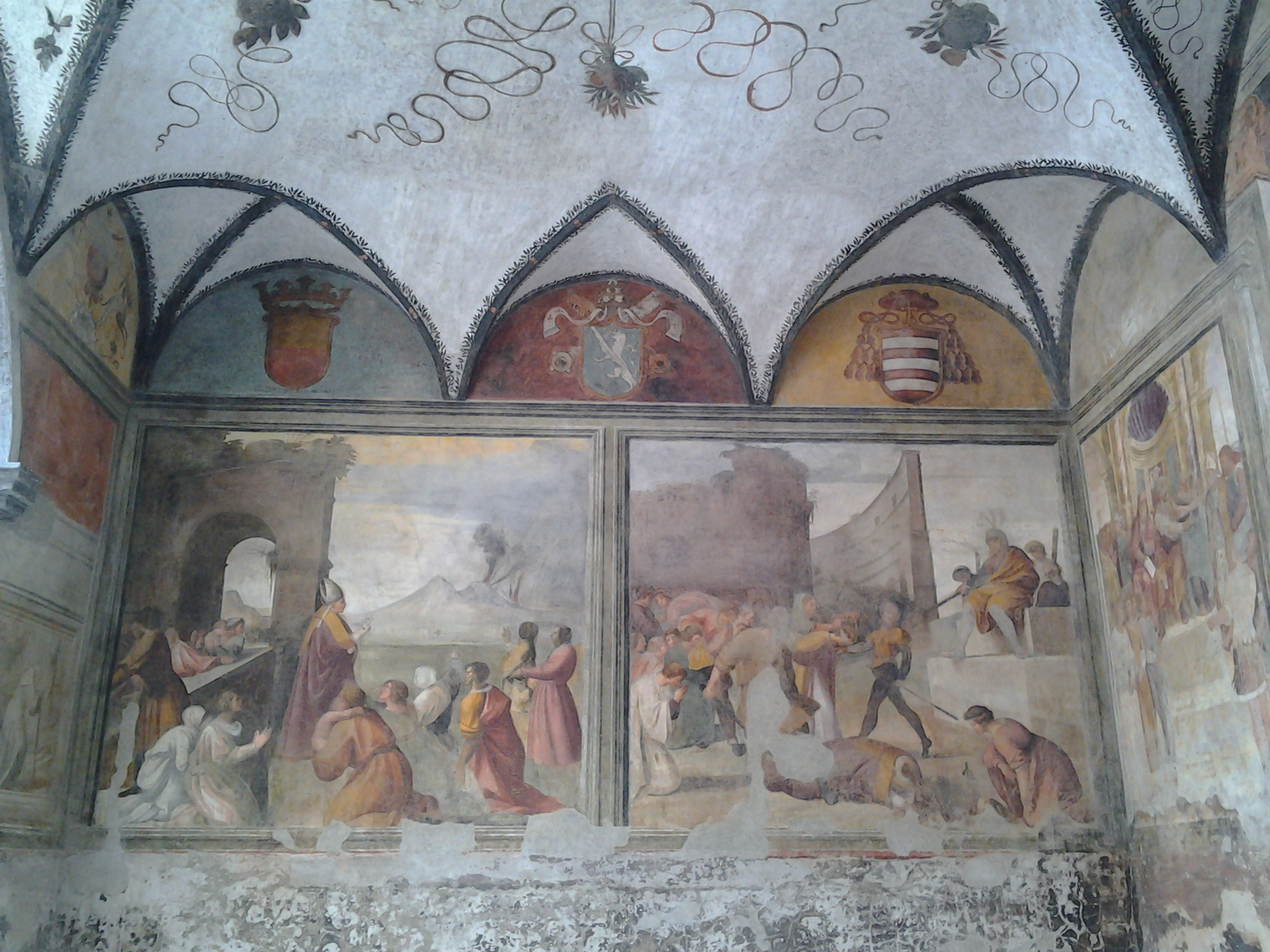
教堂内的壁画

城外圣雅纳略圣殿（Basilica di San Gennaro extra Moenia）是一座罗马天主教宗座圣殿，位于意大利那不勒斯Sanita区，通往卡波迪蒙特博物馆的大路上。 
这个古老的教堂在1648年成为一所医院。教堂仍然包含在医院建筑群内。从该教堂可进入意大利南部最大的基督教地下墓穴，其中包括该市的主保圣人圣雅纳略的墓地。